# Borgo Po
Borgo Po (Borgh ëd Pò in piemontese) è un quartiere della Circoscrizione 8 di Torino, situato in prossimità del centro cittadino, nella parte orientale centrale della città, esteso per una lunga porzione della destra orografica di un tratto del Po, oltre a una piccola porzione precollinare.

## Territorio
Il quartiere ha una forma geograficamente molto allungata, lungo la riva destra del tratto torinese centrale del fiume Po che va da Corso Gabetti-Corso Casale (a nord, quartiere Madonna del Pilone) fino a sud, in Corso Moncalieri all'altezza del Monte dei Cappuccini. Nel XVIII secolo, conglobava anche il tratto più sud di Corso Moncalieri, il cosiddetto Borgo Rubatto, poi diventato Borgo Crimea, che prosegue verso sud fino alla antica stazione daziale Barriera di Piacenza (di fronte a Corso Moncalieri, 63), che lo separa dall'antico borgo Pilonetto (ovvero Ponte Isabella - zona fluviale di quartiere Cavoretto).

Verso ovest, l'asse di Corso Moncalieri è ovviamente limitato dal naturale corso del fiume, sebbene, a ridosso delle rive esistano varie aree ricreative e sportive (ad es.: canottaggio) e importanti aree verdi, come il tratto protetto del Parco del Po Torinese Caduti dei Lager Nazisti (a ridosso di Borgo Crimea), il Giardino o Parco Ginzburg (riva Po su Corso Moncalieri,4), il Parco Michelotti (lungo Corso Casale).

Da sempre utilizzato come passaggio del tratto orientale di Torino, di accesso verso le colline torinesi e di attraversamento dello stesso fiume Po, il quartiere si connette con l'altra riva attraverso almeno tre ponti: ponte Umberto I (Corso Vittorio Emanuele II, in quartiere San Salvario-Parco del Valentino), il centralissimo ponte Vittorio Emanuele I (Piazza Vittorio Veneto), e il ponte Regina Margherita (Corso Regina Margherita-Corso Tortona (zona Vanchiglietta).
Tutto il quartiere si sviluppa in altezza a partire da 211 m s.l.m. (altezza di Corso Moncalieri-Corso Casale, vicino al Po), fino alla cima Monte dei Cappuccini, piccolo rilievo collinare con il convento di Santa Maria al Monte, a 283 m s.l.m., da quale si gode un ottimo panorama sulla città.

## Storia

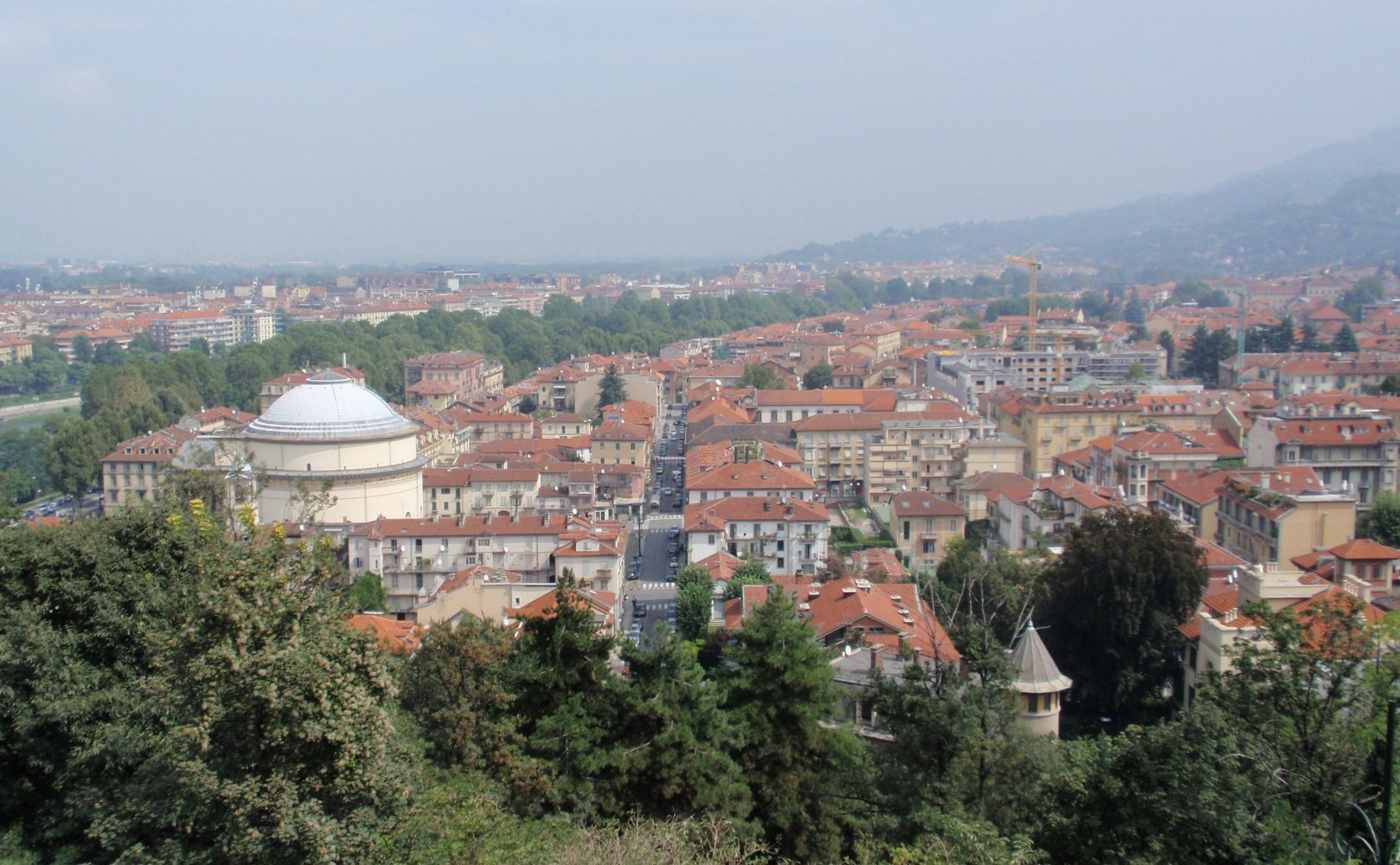
Panorama del quartiere

Anche se attualmente è considerato un quartiere residenziale di prestigio, le sue origini sono di un modesto borgo di pescatori e lavandai che sfruttavano, per vivere, le acque del fiume, storicamente sviluppatosi su Via Monferrato-Via Cosmo: sia durante l'epoca romana e i successivi secoli, fu zona fuori le mura e accesso strategico orientale di Augusta Taurinorum, attraverso le strade che giungevano da Genova e da Piacenza verso Porta Fibellona (Piazza Castello), attraversando il fiume Po con un unico e rudimentale ponte ligneo detto "Porta di Po" (XIII secolo).
 
Dal 1405 al 1807, il ponte di legno fu sostituito dal "Ponte di pietra", opera di Antonio Becchio da Villanova, tuttavia si continuò a utilizzare spesso la traghettazione a pedaggio del fiume, risorsa economica del borgo, abitato prevalentemente da barcaioli.
Nel 1807, il ponte in pietra fu abbattuto durante l'invasione napoleonica, per costruirne uno più solido in muratura nel periodo 1810-1813, progettato dall'architetto francese Pertinchamp, a cinque arcate e lungo 150 metri. È proprio in questo periodo che il borgo ebbe una veloce espansione urbanistica ed economica.

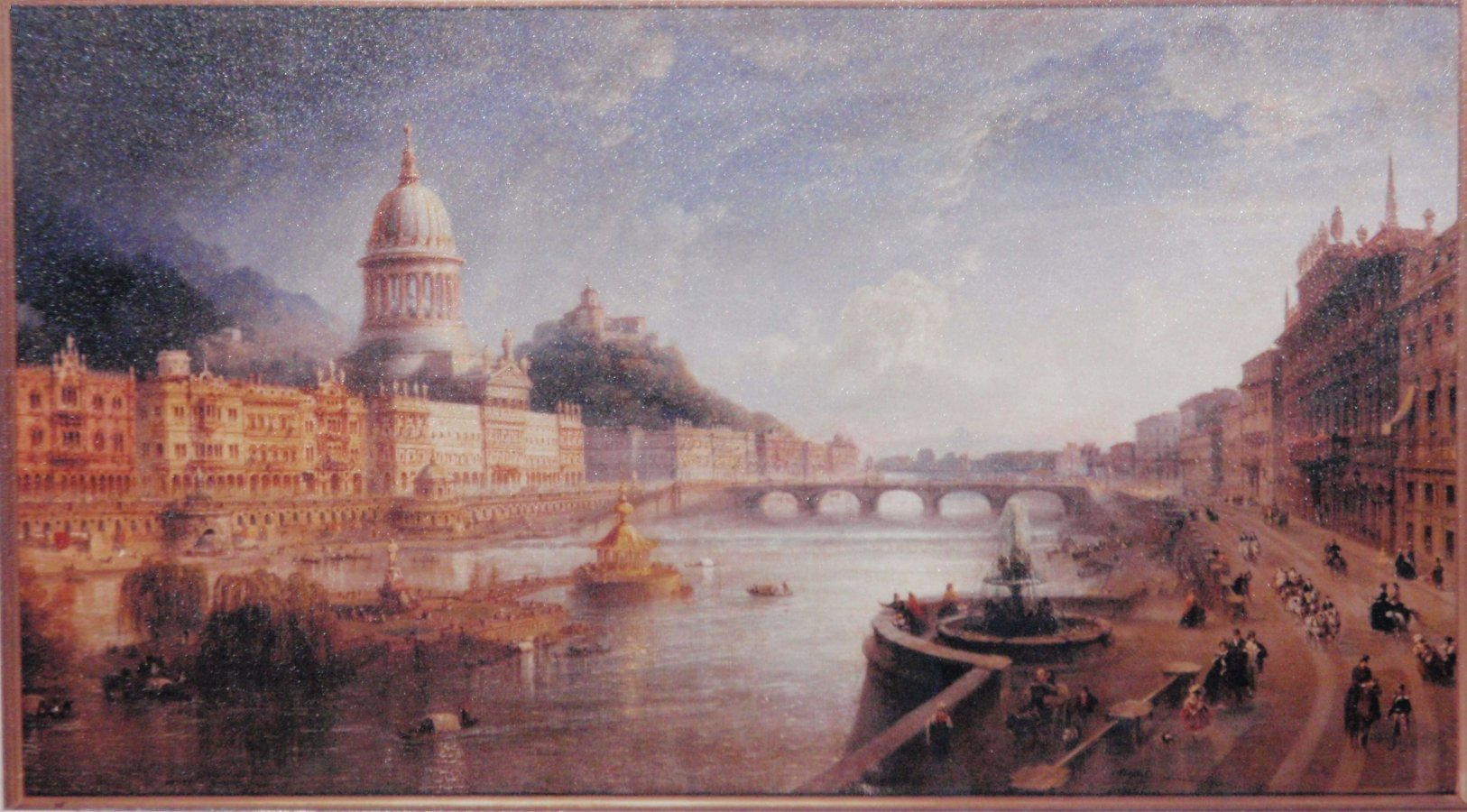
Carlo Bossoli - Veduta ideale del Po a Torino - 1863

Con la fine di Napoleone e il ritorno sabaudo a Torino il 20 maggio 1814, Re Vittorio Emanuele I di Savoia conservò l'attuale ponte, come ricordo del suo attraversamento trionfale in Torino, giungendo proprio dall'antico Stradone di Genova (Corso Moncalieri). Il 30 agosto dello stesso anno, il consiglio decurionale decise di istituire una solenne festa, da celebrare ogni anno, con fuochi d'artificio sul Po, colpi di cannone, corse dei cavalli, ed altre manifestazioni. A questo si aggiunse il progetto di una chiesa, alla fine del ponte, opposta Piazza d'armi, rinominata Piazza Vittorio Emanuele I (dal 1918 è l'attuale Piazza Vittorio Veneto). La chiesa fu iniziata soltanto nel 1818, in stile Pantheon di Roma (architettura neoclassica con riprese adrianee, e fu dedicata a Chiesa della Gran Madre di Dio. La chiesa fu terminata soltanto nel 1831, con la scritta sul timpano Ordo populusque taurinus ob adventum regis (la nobiltà e il popolo torinese per il ritorno del Re). Altri progetti per rendere la piazzetta circostante della chiesa più elegante e solenne, ad esempio con l'aggiunta di colonne e dei porticati circolari, non furono mai realizzati per mancanza di fondi; il quadro di Carlo Bossoli, Veduta ideale delle sponde del Po del 1863, conservato alla Galleria d'arte moderna di Torino, rappresenta una sintesi di queste antiche e buone intenzioni. Alcuni resti dei primi basamenti del progetto del colonnato, sono ancor oggi visibili inglobate nei sotterranei delle case circostanti.
Agli inizi del XX secolo la nascente industria cinematografica (che in Italia ha avuto origine a Torino) trovò la sua collocazione proprio in Borgo Po, nella zona dell'attuale via Asti. Per i film in costume si tenevano le bestie feroci, ed era consueto, nel silenzio della notte, udire il barrito dell'elefante e il ruggito del leone. Poi pian piano tutto è andato a Roma, e il quartiere è diventato sempre più residenziale e lussuoso, anche se oggi sopravvivono ancora alcune aziende che operano con grande discrezione. 

### Diga, Parco Michelotti e Corso Casale
La zona delimitata dalla riva destra del fiume Po di Corso Casale (Corso Italo Balbo durante il periodo fascista), nel 1775 fu sfruttata per costruirvi un canale artificiale parallelo (bealera) al fine di ricavarne energia idraulica attraverso dei mulini, e che riconfluiva poi nel Po all'altezza della chiesa di Madonna del Pilone. L'opera fu progettata dall'architetto Ignazio Michelotti, che dovette altresì fa costruire una piccola diga, oggi ancora visibile, appena sotto il Ponte Vittorio Emanuele I. Tale diga rese così quasi impraticabile la navigazione continua sul fiume (che dovette quindi sfruttare dei pontili di scalo sulla riva sinistra a partire dal 1816 circa), e fu ulteriormente rafforzata nel 1881 e nel 1910, quando fu inserita anche l'attuale paratoia metallica.
Nel 1935 poi, il Canale Michelotti fu dismesso, e sui suoi resti fu eretto l'omonimo Parco fluviale, sfruttato negli anni successivi per molte iniziative. Ad esempio, dal 1955 al 1987 fu sede del giardino zoologico comunale, quindi utilizzato per varie mostre espositive e piccoli locali all'aperto. Sempre nel 1953, fu edificata, verso nord, una struttura per ospitare l'associazione macellai, quindi riconvertita nel 1975 in biblioteca civica, dedicata al filantropo Alberto Geisser. Dal 2013 al 2017 è stato oggetto di un controverso progetto per l'apertura di un bioparco, poi annullato per il ritiro da parte della società vincitrice del bando.

## Monumenti e luoghi di interesse

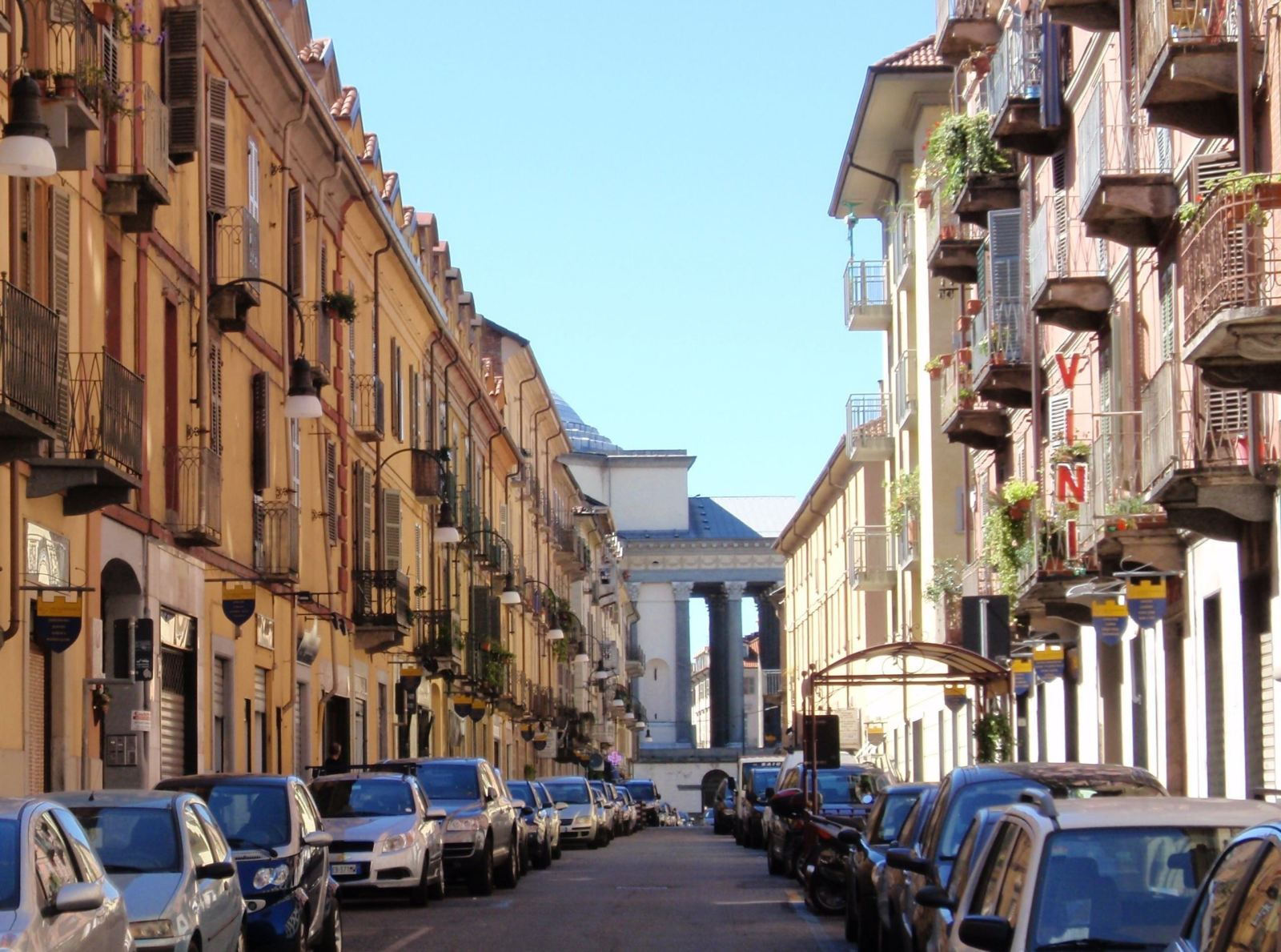
Via Monferrato prima della pedonalizzazione

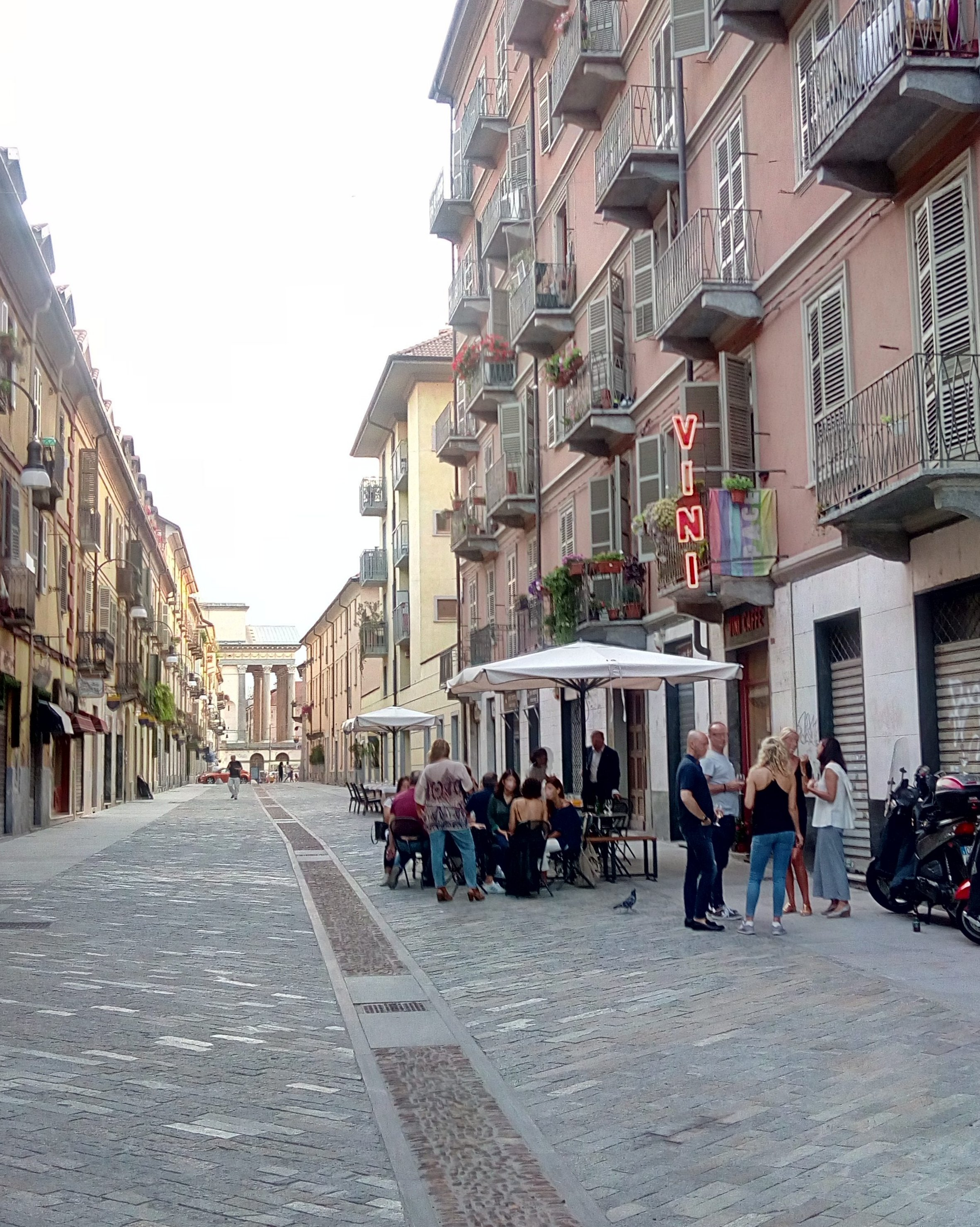
Via Monferrato dopo la pedonalizzazione

### Gran Madre di Dio
Il centro storico di Borgo Po risulta l'abitato di Via Monferrato-Via Cosmo, sul lato nord della nota Chiesa della Gran Madre di Dio, eretta nel 1831 da Ferdinando Bonsignore in stile neoclassico-adrianeo, per commemorare il ritorno del re Vittorio Emanuele I di Savoia (1814) dopo l'occupazione napoleonica della città. Davanti a essa le due statue ai lati della scalinata, la "Fede" e la "Religione", di Carlo Chelli (1828), più la statua in basso di Vittorio Emanuele I di Savoia, opera di Giuseppe Gaggini (1869).

### Monte dei Cappuccini
Utilizzato fin dall'antichità come bastìa militare su Torino, vi fu eretto il convento dei frati minori cappuccini di Santa Maria al Monte, nel periodo 1583-1640, su progetto di Giacomo Soldati, poi modificato da Ascanio Vitozzi, quindi terminato da Carlo e Amedeo di Castellamonte.

Dal 1874 l'ala meridionale del complesso fu utilizzata dal Club Alpino Italiano, e completamente riqualificata nel 2005 come sede permanente del Museo Nazionale della Montagna. 

Dentro la collina inoltre, è presente un laboratorio di cosmogeofisica dell'Istituto Nazionale di Fisica Nucleare, ricavato nel 1957 da un tunnel antiaereo della seconda guerra mondiale.

### Altri luoghi

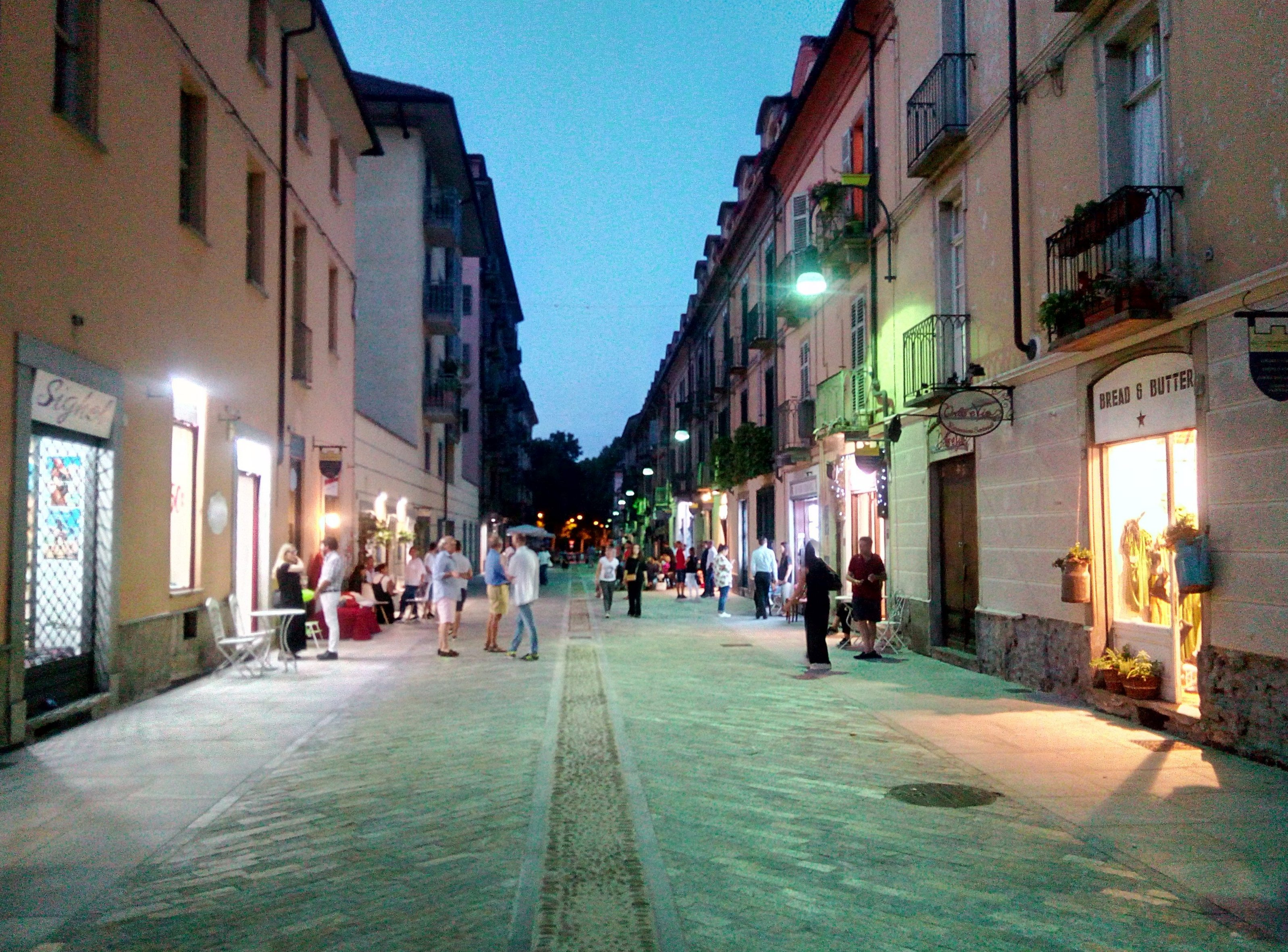
Via Monferrato in notturna

- Via Monferrato in notturnaChiesa di Sant'Agnese, eretta nel 1929 in Corso Moncalieri, 39 grazie all'impegno del parroco don Costantino Pagliotti. Fu, tuttavia, gravemente danneggiata dai bombardamenti dell'agosto 1943 e rifatta nel 1945
- Casa di Riposo Carlo Alberto su Corso Casale, 56, con annessa chiesa opera dell'architetto Blanchier, tutto il comprensorio, provvisto di piccolo parco retrostante, fu progettato nel 1840 dall'ing. Borrella. Quasi totalmente distrutto dai bombardamenti del 1943, fu ristrutturato nel 1948
- Chiesa e convento "Nostra Signora del Suffragio", in Corso Casale, 42, progetto in stile eclettico di Giovan Battista Ferrante del 1872, danneggiata dai bombardamenti del 1943, fu ristrutturata nel 1949
- Caserma La Marmora (ex) di via Asti, 22, oggi parzialmente dismessa, è tristemente nota alla storia come luogo di detenzione e tortura durante la seconda guerra mondiale.
- Seminario Maggiore, istituto dell'arcidiocesi di Torino di Via Lanfranchi, 10, circondato da un bel parco
- Via Monferrato : centro commerciale del quartiere, con negozi di prima necessità, ristoranti ed articoli di lusso, pedonalizzata nel corso del 2018

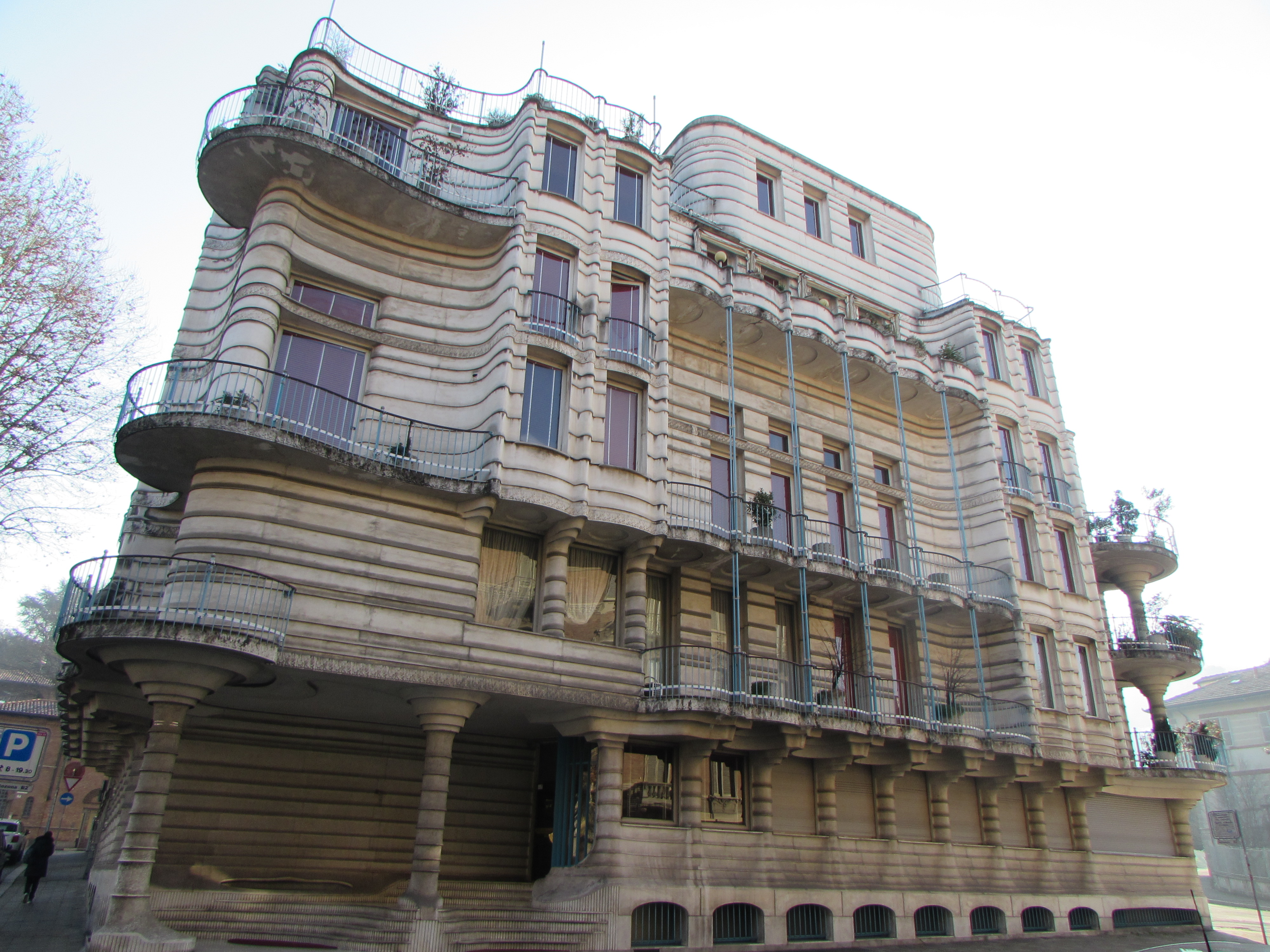
Casa dell'Obelisco

- Casa dell'Obelisco, situata in Corso Fiume angolo via Bicocca e progettata dagli architetti Ezio Luzi e Sergio Jaretti negli anni 1957-1958, con successive discussioni sull'inserimento della stessa all'interno del disegno complessivo del quartiere
- Via Moncalvo e zone limitrofe : ricca di piccoli edifici in stile liberty torinese e suggestive casette residenziali che ne danno un aspetto molto particolare, lontano dal classico tema metropolitano
- I bassorilievi: cinque piccoli bassorilievi 1 x 0.5 m, raffiguranti una nave, appaiono sulla facciata di cinque case sparse per il Borgo: uno in Via Segurana, 7, un altro in Via Lanfranchi, 3, altre tre in Via Mancini 6, 15 e 21. Sono usciti dallo stesso stampo, all'epoca del liberty torinese. Per quanto non identico, ha gli stessi contenuti di una scultura che si trova a Parigi sulla fontana del Vertbois, all'incrocio di rue du Vertbois e rue Saint Martin, nella zona del Tempio. Citata da Fulcanelli nei suoi trattati di alchimia, secondo le curiose leggende esoteriche, dovrebbe rappresentare la nave degli Argonauti, e il carico che si trova al centro sotto la vela dovrebbe contenere la pietra filosofale
- Precollinear Park, lungo il confine con Madonna del Pilone: parco lineare di rigenerazione urbana
- studio di Ezio Gribaudo (Via Giuseppe Biamonti, 15/B)

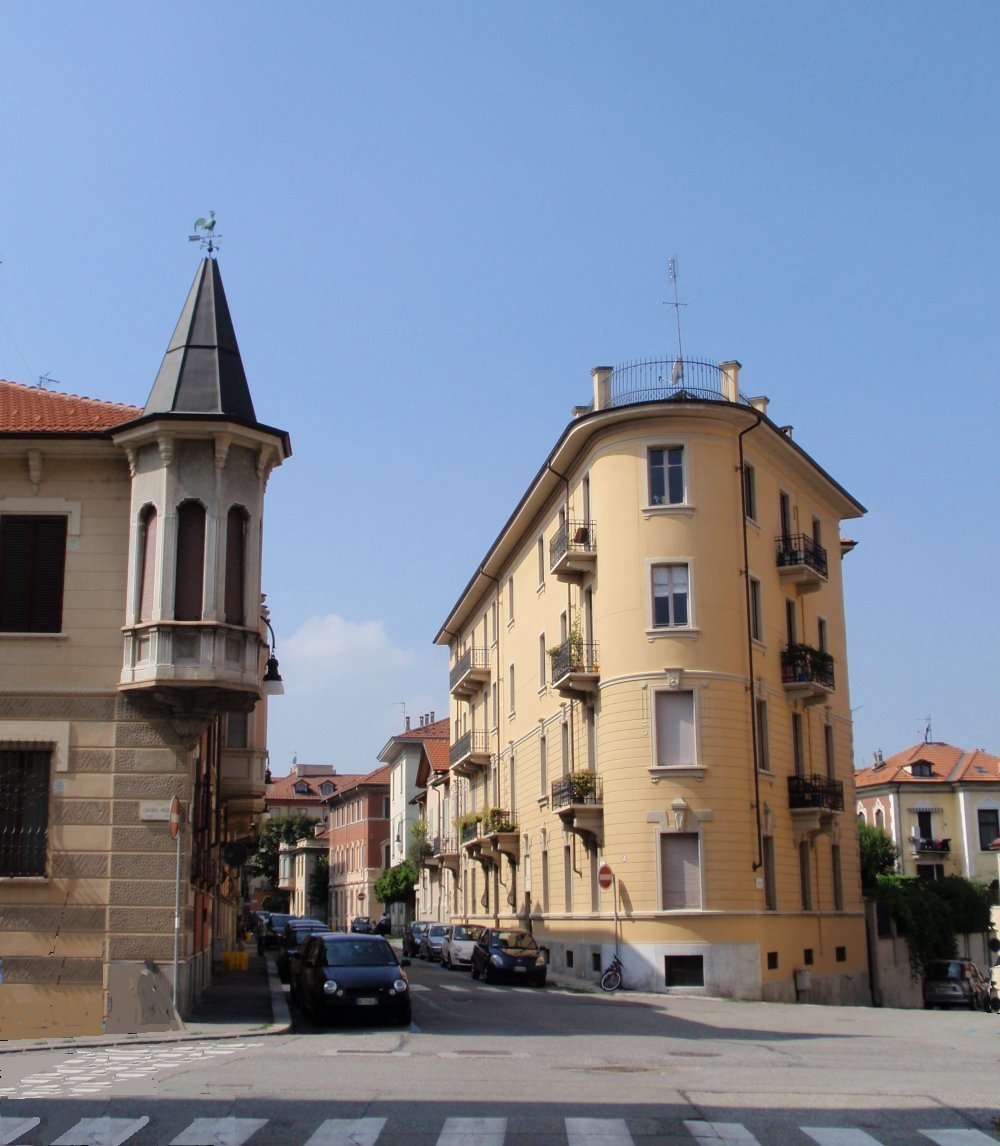
L'incrocio tra le vie Ornato e Martiri della Libertà

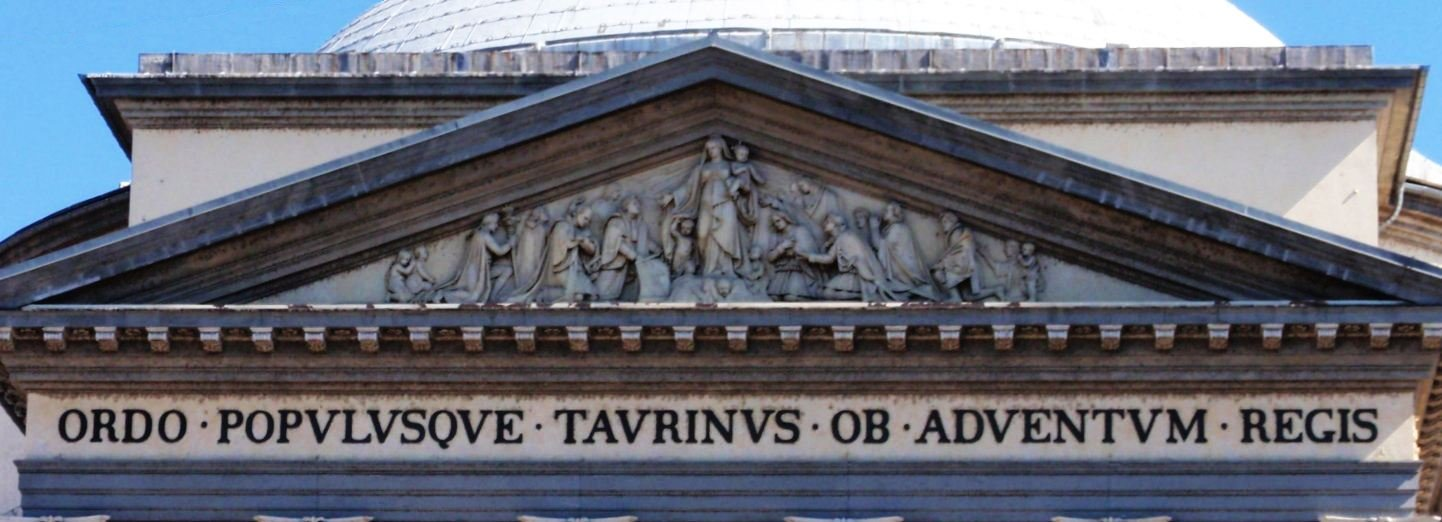
I decurioni della città di Torino nel frontone e la dicitura latina in onore del ritorno dei Savoia in città dopo il dominio francese.

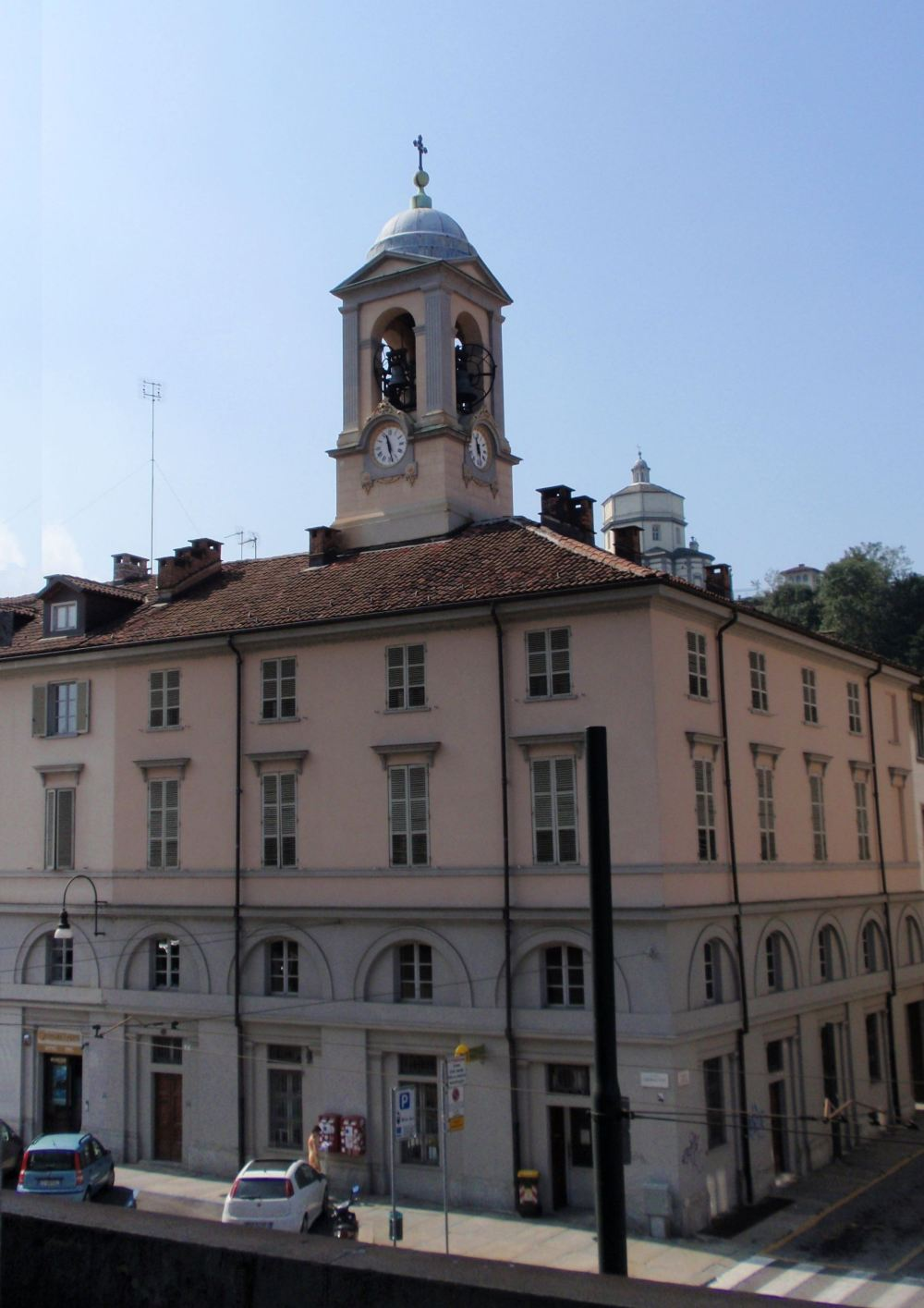
Il campanile della Gran Madre

## Trasporti
Il quartiere è raggiungibile per mezzo delle linee 6, 13, 53, 56, 61, 66, gestite da GTT

## Galleria d'immagini
| - Bassorilievo decorativo - Via Cosmo vista dall'alto - Via Gioanetti - Via Lanfranchi - Via Lauriano - Via Villa della Regina - Via Vittozzi - Decorazione Gran Madre - Anni sessanta illuminazione di corso Casale (Parco Michelotti) realizzata da Guido Chiarelli - Lampade Il Cairo utilizzate per l'illuminazione di corso Casale, lato Parco Michelotti (anni sessanta) - Motovelodromo |